# منتخب جزر البهاما لكأس فيد
منتخب جزر البهاما لكأس فيد (بالإنجليزية: Bahamas Fed Cup team)‏ هو ممثل جزر البهاما الرسمي في كرة المضرب في كأس فيد.